# Ключ 64
| 手                     | 手         | 手         |
| ---------------------- | ---------- | ---------- |
| 63                     | 64         | 65         |
| Піньінь:               | shǒu       | shǒu       |
| Чжуїнь:                | ㄕㄡˇ      | ㄕㄡˇ      |
| Вейд-Джайлз:           | shou3      | shou3      |
| Ютпхін:                | sau2       | sau2       |
| Он:                    |            |            |
| Кун:                   |            |            |
| Кандзі:                | 手偏 tehen | 手偏 tehen |
| Хун:                   | 손 son     | 손 son     |
| Им:                    | 수 su      | 수 su      |
| Індекс у Вікісловнику: | 手         | 手         |

Ключ 64 — ієрогліфічний ключ, що означає рука і є одним із 34 (загалом існує 214) ключів Кансі, що складаються з чотирьох рисок.
У Словнику Кансі 1203 символи із 40 030 використовують цей ключ.

## Символи, що використовують ключ 64

Як писати ієрогліф.

| без додаткових        | 手 扌 才 |
| 1 додаткова           | 扎 |
| 2 додаткові           | 扐 扑 扒 打 扔 払 扖 扏 |
| 3 додаткові           | 扗 托 扙 扚 扛 扜 扝 扞 扟 扠 扡 扢 扣 扤 扥 扦 执 扨 扩 扪 扫 扬 |
| 4 додаткові           | 扭 扮 扯 扰 扱 扲 扳 扴 扵 扶 扷 扸 批 扺 扻 扼 扽 找 承 技 抁 抂 抃 抄 抅 抆 抇 抈 抉 把 抋 抌 抍 抎 抏 抐 抑 抒 抓 抔 投 抖 抗 折 抙 抚 抛 抜 抝 |
| 5 додаткових          | 択 抟 抠 抡 抢 抣 护 报 抦 抧 抨 抩 抪 披 抬 抭 抮 抯 抰 抱 抳 抴 抵 抶 抷 抸 抹 抺 抻 押 抽 抾 抿 拀 拁 拂 拃 拄 担 拆 拇 拈 拉 拊 拋 拌 拍 拎 拏 拐 拑 拒 拓 拔 拕 拖 拗 拘 拙 拚 招 拜 拝 拞 拟 拠 拡 拢 拣 拤 拥 拦 拧 拨 择                                        |
| 6 додаткових          | 拪 拫 括 拭 拮 拯 拰 拱 拲 拳 拴 拵 拶 拷 拸 拹 拺 拻 拼 拽 拾 拿 挀 持 挂 挃 挄 挅 挆 指 挈 按 挊 挋 挌 挍 挎 挏 挐 挑 挒 挓 挔 挕 挖 挗 挘 挙 挚 挛 挜 挝 挞 挟 挠 挡 挢 挣 挤 挥 挦 挧                                                                               |
| 7 додаткових          | 挨 挩 挪 挫 挬 挭 挮 振 挰 挱 挲 挳 挴 挵 挶 挷 挸 挹 挺 挻 挼 挽 挾 挿 捀 捁 捂 捃 捄 捅 捆 捇 捈 捉 捊 捋 捌 捍 捎 捏 捐 捑 捒 捓 捔 捕 捖 捘 捙 捚 捛 捜 捝 捞 损 捠 捡 换 捣 捤                                                                                     |
| 8 додаткових          | 捗 捥 捦 捧 捨 捩 捪 捫 捬 捭 据 捯 捰 捱 捳 捴 捵 捶 捷 捸 捹 捺 捻 捼 捽 捾 捿 掀 掁 掂 掃 掄 掅 掆 掇 授 掉 掊 掋 掌 掍 掎 掏 掐 掑 排 掓 掔 掕 掖 掗 掘 掙 掚 掛 掜 掝 掞 掟 掠 採 探 掣 掤 接 掦 控 推 掩 措 掫 掬 掭 掮 掯 掰 掱 掲 掳 掴 掵 掶 掷 掸 掹 掺 掼 掽 |
| 9 додаткових          | 捲 掾 掿 揀 揁 揂 揃 揄 揅 揆 揇 揈 揉 揊 揋 揌 揍 揎 描 提 揑 插 揓 揔 揕 揖 揗 揘 揙 揚 換 揜 揝 揞 揟 揠 握 揢 揣 揤 揥 揦 揧 揨 揩 揪 揫 揬 揭 揮 揯 揰 揱 揲 揳 援 揵 揶 揷 揸 揹 揺 揻 揼 揽 揾 揿 搀 搁 搂 搃 搄 搅                                              |
| 10 additional strokes | 掻 搆 搇 搈 搉 搊 搋 搌 損 搎 搏 搐 搑 搒 搓 搔 搕 搖 搗 搘 搙 搚 搛 搜 搝 搞 搟 搠 搡 搢 搣 搤 搥 搦 搧 搨 搩 搪 搫 搬 搭 搮 搯 搰 搱 搲 搳 搴 搵 搶 搷 搸 搹 携 搻 搼 搽 搾 搿 摀 摁 摂 摃 摄 摅 摆 摇 摈 摉 摊 摸                                                    |
| 11 додаткових         | 抲 摋 摌 摍 摎 摏 摐 摑 摒 摓 摔 摕 摖 摗 摘 摙 摚 摛 摜 摝 摞 摟 摠 摡 摢 摣 摤 摥 摦 摧 摨 摩 摪 摫 摬 摭 摮 摯 摰 摱 摲 摳 摴 摵 摶 摷 摹 摺 摻 摼 摽 摾 摿 撀 撁撂 撃 撄                                                                                            |
| 12 додаткових         | 撅 撆 撇 撈 撉 撊 撋 撌 撍 撎 撏 撐 撑 撒 撓 撔 撕 撖 撗 撘 撙 撚 撛 撜 撝 撞 撟 撠 撡 撢 撣 撤 撥 撦 撧 撨 撩 撪 撫 撬 播 撮 撯 撰 撱 撲 撳 撴 撵 撶 撷 撸 撹 撺 |
| 13 додаткових         | 撻 撼 撽 撾 撿 擀 擁 擂 擃 擄 擅 擆 擇 擈 擉 擊 擋 擌 操 擎 擏 擐 擑 擒 擓 擔 擕 擖 擗 擘 擙 據 擛 擜 擝 擞 |
| 14 додаткових         | 擟 擠 擡 擢 擣 擤 擥 擦 擧 擨 擩 擪 擫 擬 擭 擮 擯 擰 擱 |
| 15 додаткових         | 擲 擳 擴 擵 擶 擷 擸 擹 擺 擻 擼 擽 擾 擿 攀 攁 攂 攃 攄 攅 攆 |
| 16 додаткових         | 攇 攈 攉 攊 攋 攌 攍 攎 攏 攐 攒 |
| 17 додаткових         | 攑 攓 攔 攕 攖 攗 攘 攙 攚 |
| 18 додаткових         | 攛 攜 攝 |
| 19 додаткових         | 攞 攟 攠 攡 攢 攣 攤 攦 攧 |
| 20 додаткових         | 攥 攨 攩 攪 攫 |
| 21 додаткова          | 攬 攭 |
| 22 додаткові          | 攮 |